# Lispe pacifica
Lispe pacifica är en tvåvingeart som beskrevs av Shinonaga och Adrian C. Pont 1992. Lispe pacifica ingår i släktet Lispe och familjen husflugor. Inga underarter finns listade i Catalogue of Life.